# Florian Baak
Florian Baak (Berlín, Alemania;  18 de marzo de 1999) es un futbolista alemán. Juega de defensa y su equipo actual es el FC Honka de la Veikkausliiga de Finlandia.

## Biografía
Tras formarse como futbolista en el Reinickendorfer Füchse, en 2005 pasó a la disciplina del Hertha Berlín. Allí empezó a subir de categoría hasta que en 2016 debutó con el segundo equipo. En esa misma temporada, el 29 de abril de 2017 debutó con el primer equipo, haciendo su debut como profesional en un encuentro de la Bundesliga contra el SV Werder Bremen.

## Clubes
A último partido jugado el 5 de noviembre de 2021
| Club             | País      | Año         | Partidos | Goles |
| ---------------- | --------- | ----------- | -------- | ----- |
| Hertha Berlín II | Alemania  | 2016 - 2020 | 53       | 5     |
| Hertha Berlín    | Alemania  | 2017 - 2020 | 3        | 0     |
| FC Winterthur    | Suiza     | 2020 - 2022 | 40       | 2     |
| FC Honka         | Finlandia | 2022 -      | 29       | 1     |